# Claude Malleville

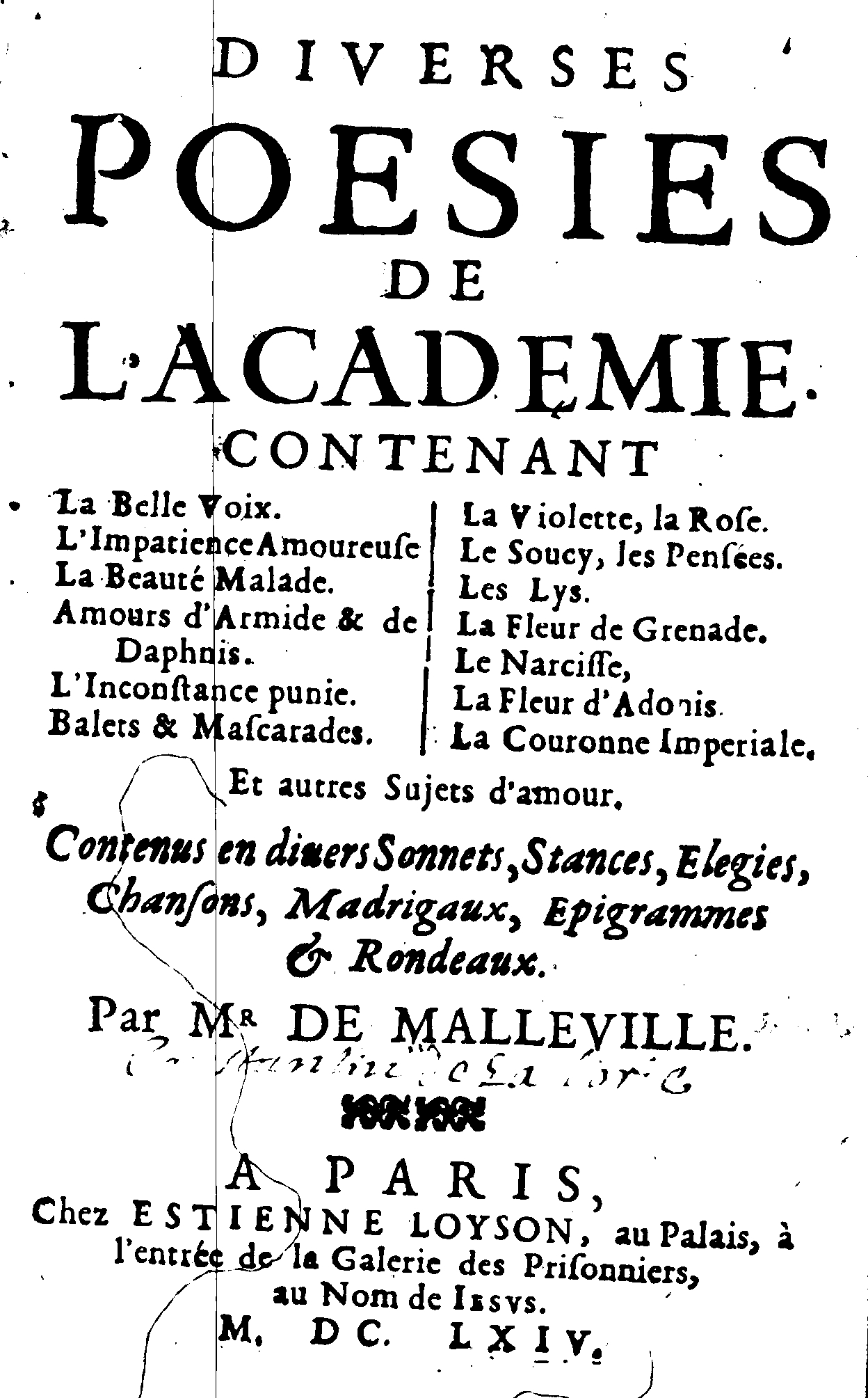
Diverses poésies de l'Académie
de Claude Malleville (1664)

Claude Malleville, né et mort à Paris (1597-1647) est un poète français, l'un des premiers membres de l'Académie française en 1634.

## Sa vie
Les connaissances sur la vie de Claude Malleville se sont longtemps réduites à peu près à cette notice de son contemporain Paul Pellisson :

« Claude de Malleville était parisien. Son père avait été officier dans la maison de Retz, et sa mère était de bonne famille de Paris. Il étudia fort bien au collège, et avait l'esprit fort délicat. On le mit pour s'instruire dans les affaires chez un secrétaire du roi nomme Potiers, qui était dans les finances ; mais il n'y demeura guère, par l'inclination qu'il avait aux belles-lettres. Il fit connaissance avec M. Porchères-Laugiers, qui le donna au maréchal de Bassompierre. Il fut longtemps auprès de ce seigneur, en qualité de secrétaire, mais sans y avoir que fort peu d'emploi, et comme il avait beaucoup d'ambition, il s'en ennuya, et le pria d'agréer qu'il le quittât pour être au cardinal de Bérulle, qui était alors en faveur. Mais n'y ayant pas mieux fait ses affaires, il retourna à son premier maître, auquel il rendit beaucoup de services dans sa prison, et qui en étant sorti, et ayant été rétabli en sa charge de colonel des Suisses, lui donna la secrétairerie qui y était attachée. Cet emploi lui valut beaucoup, et en peu de temps il gagne 20 000 écus. Il en employa une partie à une charge de secrétaire du roi, dont il se fit pourvoir : sur quoi il y a dans ses œuvres quelques vers à M. le Chancelier. Il avait accompagné M. de Bassompierre en son voyage d'Angleterre ; mais non pas en celui de Suisse. Il mourut âgé d'un peu plus de cinquante ans. Il était de petite taille, fort grêle ; ses cheveux étaient noirs, et ses yeux aussi, qu'il avait assez faibles. Ce qu'on estimait le plus en lui, c'était son esprit, et le génie qu'il avait pour les vers. Il y a un volume de ses Poésies, imprimées après sa mort, qui ont toutes de l'esprit, du feu, un beau tour de vers, beaucoup de délicatesse et de douceur, et marquent grande fécondité ; mais dont il y en a peu, ce me semble, de bien achevées. »

Cette notice succincte, et en partie erronée, doit maintenant être remplacée par un travail de Maurice Cauchie, publié en 1923, et corrigé sur certains points par R. Ortali.

## Les œuvres
Dans sa jeunesse, Malleville est membre du cénacle des Illustres Bergers, un cercle de poètes et d'érudits catholiques ronsardiens, dans lequel il est identifié à Damon.
Membre du cercle de Conrart et de Mlle de Gournay, habitué de l'hôtel de Rambouillet, Malleville contribua par une dizaine de poésies, qui furent toutes très appréciées, à la Guirlande de Julie. Son sonnet le plus célèbre, La Belle Matineuse, fut composé à l'occasion d'une joute poétique avec Vincent Voiture sur un thème qui remonte au poète latin Catulle et fut repris successivement par Clément Marot, Joachim du Bellay, François Ier, Annibal Caro et Tristan L'Hermite. Comme d'autres poètes français de l'époque, il a écrit des sonnets sur les thèmes de la Belle More, de la Belle Gueuse et de la Belle Baigneuse, empruntés au Cavalier Marin. Quelques-uns de ses poèmes furent appréciés à demi-mot par Boileau. Selon le jugement d'Émile Faguet, Claude Malleville fut « tout simplement un bon ouvrier en vers. ».
Outre ses sonnets imités de l'italien dont il a été question plus haut (et dont il reprend certains thèmes dans des Stances), on vante son élégie sur la mort de la princesse de Conty, amante et peut-être secrètement épouse de Bassompierre, sa paraphrase du Psaume XXX : Exaltabo Te Domine et une priapée héroïque sur le célèbre Éthiopien Zaga-Christ, qui, au jugement de plusieurs critiques, est son chef-d'œuvre.

## Deux poèmes
[Sur la mort de sa sœur religieuse]

Celle qui me fut chère à l'égal de moi-même,

Qui combattit le monde, et par d'heureux efforts

À la loi de l'esprit soumit celle du corps,

Va recevoir du ciel un riche diadème.

Seigneur qui satisfais à son désir extrême

Et combles son amour de tes rares trésors,

Ajoute-moi comme elle au nombre de ces morts

Que ta faveur élève à ta gloire suprême.

Je sais que je ne puis, sans être criminel,

Prétendre de moi-même au repos éternel

Que ta justice accorde à sa longue souffrance,

Mais de ton propre sang j'espère mon destin,

Et sais que ta bonté fait peu de différence

Du vigneron du soir à celui du matin.

La Belle Matineuse

Le silence régnait sur la terre et sur l'onde ;

L'air devenait serein et l'Olympe vermeil,

Et l'amoureux Zéphyre affranchi du sommeil

Ressuscitait les fleurs d'une haleine féconde.

L'Aurore déployait l'or de sa tresse blonde

Et semait de rubis le chemin du Soleil ;

Enfin ce dieu venait au plus grand appareil

Qu'il soit jamais venu pour éclairer le monde,

Quand la jeune Philis au visage riant,

Sortant de son palais plus clair que l'Orient,

Fit voir une lumière et plus vive et plus belle.

Sacré flambeau du jour, n'en soyez point jaloux !

Vous parûtes alors aussi peu devant elle

Que les feux de la nuit avaient fait devant vous

## Publications
- L'Almerinde (1646) et La Stratonice (1649). Traduits de l'italien de Luca Assarino par Pierre d'Audiguier le jeune et Claude de Malleville.
- Poésies du sieur de Malleville (1649) Texte en ligne
- Diverses poésies de l'Académie. Divers sonnets, stances, élégies, chansons, madrigaux, épigrammes & rondeaux (1664) Texte en ligne
- Mémoires du maréchal de Bassompierre, contenans l'histoire de sa vie (4 volumes, 1723)
- Œuvres poétiques, édition critique publiée par Raymond Ortali, Didier, Paris, 1976.